# Esquizocromismo
Esquizocromismo ou esquizocroísmo é uma anomalia genética presente em um organismo onde um pigmento específico está ausente mas todos os restantes estão presentes em níveis normais.
Nas aves, alguns autores classificam como schizochromismo a ausência de apenas um dos dois tipos de melanina - a eumelanina e a feomelanina - enquanto outros incluem no esquizocromismo casos de espécies em que ambos os tipos de melanina estão ausentes mas estão presentes carotenóides.